# Európai Filmakadémia fiatal közönség díja
Az Európai Filmakadémia fiatal közönség díja (angolul: EFA Young Audience Award) az Európai Filmdíjak egyike, mellyel az Európai Filmakadémia (EFA) tizenéves nézők szavazata alapján részesíti elismerésben 2012 óta az év európai filmterméséből legjobbnak talált ifjúsági játékfilmet.
A Filmakadémia kezdeményezésének célja, hogy elősegítse a fiatalok tudatos filmfogyasztóvá válását, és a filmnézés mint közösségi élmény népszerűsítését. Ennek érdekében minden év május elején több európai városban szervezik meg a Fiatal Közönség Filmnapját, amelyen a 10-14 éves nézők megtekintenek három, egy szakmai zsűri által előzetesen kiválasztott, e korosztálynak szóló alkotást. Az egész napos filmnézés végén a serdülők szavaznak a legjobb filmről. A nemzeti eredményeket videokonferencia keretében továbbítják Erfurtba, ahol a győztes film rendezője egy ünnepség keretében veheti át az elismerést.
A szavazásban részt vevő városok száma az évek során a kezdeti hatról folyamatosan nőtt, 2019-ben már 33 európai ország fiataljai zsűrizhetnek.
A vetítések alkalmat adnak arra is, hogy a fiatalok találkozzanak és elbeszélgessenek filmes alkotókkal.

## Díjazottak és jelöltek
| „Díjazott” – szürkéskék háttérrel   |
| „Jelölt” – világos szürke háttérrel |

### 2010-es évek
| Év                      | Magyar címe                      | Eredeti címe              | Rendező                          | Ország  | Megjegyzés |
| ----------------------- | -------------------------------- | ------------------------- | -------------------------------- | ------- | ---------- |
| 2012                    |                                  |                           |                                  |         |            |
| Csóka                   | Kauwboy                          | Boudewijn Koole           | Hollandia                        |         |            |
| –––                     | Blue Bird                        | Gust Van den Berghe       | Belgium · Franciaország          |         |            |
| Nővér                   | L'enfant d'en haut               | Ursula Meier              | Franciaország · Svájc            |         |            |
| 2013                    |                                  |                           |                                  |         |            |
| Nono, a bajkeverő       | Nono, het Zigzag Kind            | Vincent Bal               | Hollandia                        |         |            |
| –––                     | Kopfüber                         | Bernd Sahling             | Németország                      |         |            |
| –––                     | Le magasin des suicides          | Patrice Leconte           | Franciaország · Kanada · Belgium |         |            |
| 2014                    |                                  |                           |                                  |         |            |
| Bűnbánat                | Spijt!                           | Dave Schram               | Hollandia                        |         |            |
| MGP küldetés            | MGP missionen                    | Martin Miehe-Renard       | Dánia                            |         |            |
| A menedék               | Ostwind - Zusammen sind wir frei | Katja von Garnier         | Németország                      |         |            |
| 2015                    |                                  |                           |                                  |         |            |
| A láthatatlan fiú       | Il ragazzo invisibile            | Gabriele Salvatores       | Olaszország                      | [ * 1 ] |            |
| Az én sovány nővérem    | Min lilla syster                 | Sanna Lenken              | Svédország · Németország         |         |            |
| Te sem vagy szép        | You're Ugly Too                  | Mark Noonan               | Írország                         |         |            |
| 2016                    |                                  |                           |                                  |         |            |
| –––                     | Jamais contente                  | Emilie Deleuze            | Franciaország                    | [ * 2 ] |            |
| Lányok elveszve         | Pojkarna                         | Alexandra-Therese Keining | Svédország                       |         |            |
| –––                     | Rauf                             | Soner Caner, Baris Kaya   | Törökország                      |         |            |
| 2017                    |                                  |                           |                                  |         |            |
| –––                     | Tschick                          | Fatih Akın                | Németország                      | [ * 3 ] |            |
| Életem Cukkiniként      | Ma vie de Courgette              | Claude Barras             | Svájc · Franciaország            |         |            |
| Az änzilochi lány       | Das Mädchen vom Änziloch         | Alice Schmid              | Svájc                            |         |            |
| 2018                    |                                  |                           |                                  |         |            |
| –––                     | Wallay                           | Berni Goldblat            | Franciaország · Burkina Faso     | [ * 4 ] |            |
| Hobbilovasok forradalma | Hobbyhorse revolution            | Selma Vilhunen            | Finnország                       |         |            |
| –––                     | La Fuga: Girl in Flight          | Sandra Vannucchi          | Svájc · Olaszország              |         |            |
| 2019                    |                                  |                           |                                  |         |            |
| –––                     | Los bando                        | Christian Lo              | Norvégia · Svédország            | [ * 5 ] |            |
| Öregfiúk                | Old Boys                         | Toby MacDonald            | Egyesült Királyság               |         |            |
| –––                     | Vechtmeisje                      | Johan Timmers             | Hollandia                        |         |            |

### 2020-as évek
| Év                                   | Magyar címe                       | Eredeti címe               | Rendező                                                                                       | Ország          | Megjegyzés |
| ------------------------------------ | --------------------------------- | -------------------------- | --------------------------------------------------------------------------------------------- | --------------- | ---------- |
| 2020                                 |                                   |                            |                                                                                               |                 |            |
| Az öcsém dinoszauruszokat kerget     | Mio fratello rincorre i dinosauri | Stefano Cipani             | Olaszország · Spanyolország                                                                   | [ * 6 ]         |            |
| Rocca megváltja a világot            | Rocca verändert die Welt          | Katja Benrath              | Németország                                                                                   |                 |            |
| Tess és én – Életem legfurcsább hete | My Extraordinary Summer With Tess | Steven Wouterlood          | Hollandia · Németország                                                                       |                 |            |
| 2021                                 |                                   |                            |                                                                                               |                 |            |
| Át a határon                         | Flukten over grensen              | Johanne Helgeland          | Norvégia                                                                                      | [ * 7 ]         |            |
| Pinokkió                             | Pinocchio                         | Matteo Garrone             | Olaszország · Franciaország · Egyesült Királyság                                              |                 |            |
| Wolfwalkers                          | Wolfwalkers                       | Tomm Moore és Ross Stewart | Írország · Luxemburg · Franciaország · Dánia · Egyesült Királyság · Amerikai Egyesült Államok |                 |            |
| 2022                                 |                                   |                            |                                                                                               |                 |            |
| –––                                  | Animal                            | Cyril Dion                 | Franciaország                                                                                 | [ * 8 ] [ * 9 ] |            |
| A stand up királynője                | Comedy Queen                      | Sanna Lenken               | Svédország                                                                                    |                 |            |
| –––                                  | Träume sind wie wilde Tiger       | Lars Motag                 | Németország                                                                                   |                 |            |
| 2023                                 |                                   |                            |                                                                                               |                 |            |
| A vadóc                              | Scrapper                          | Charlotte Regan            | Egyesült Királyság                                                                            | [ * 10 ]        |            |
| –––                                  | L'Amour du monde                  | Jenna Hasse                | Svájc · Franciaország · Portugália                                                            |                 |            |
| –––                                  | One in a Million                  | Joya Thome                 | Németország                                                                                   |                 |            |